# Leone (singolo)
Leone è un singolo della cantautrice italiana Chiamamifaro, pubblicato il 4 aprile 2025 come terzo estratto dal terzo EP Lost & Found.

## Descrizione
Il brano è scritto dalla stessa cantautrice con Elisa Mariotti, Marco Paganelli, in arte Paga, che ha anche curato la produzione, e Riccardo Zanotti.

## Promozione
Il brano è stato presentato in anteprima nel corso della ventiquattresima edizione del talent show Amici di Maria De Filippi.

## Tracce
Testi di Angelica Cristina Gori, Elisa Mariotti, Marco Paganelli e Riccardo Zanotti, musiche di Elisa Mariotti, Marco Paganelli e Riccardo Zanotti.
1. Leone – 3:05